# Amazonas (tỉnh)
Amazonas là một tỉnh của Colombia, giáp biên giới với bang Amazonas của Brasil và vùng Loreto của Peru. Tỉnh lỵ đóng ở thành phố Leticia. Tỉnh này có diện tích 109.665 km², dân số là 79.020 người. Tỉnh được thành lập năm 1928.

## Đô thị và cộng đồng

Đô thị của Amazonas

1. El Encanto
2. La Chorrera
3. La Pedrera
4. La Victoria
5. Leticia
6. Mirití-Paraná
7. Puerto Alegría
8. Puerto Arica
9. Puerto Nariño
10. Puerto Santander
11. Tarapacá